# Dorpskerk (Vaassen)
De Dorpskerk van Vaassen heeft een toren die stamt uit de 15e eeuw. Het schip dateert van 1853.

## Historie van de Dorpskerk
De kerk staat op de plek waar vanaf ongeveer het jaar 800 steeds een kerk heeft gestaan. Deze eerste kerk werd door Brunhold aan het Duitse klooster Lorsch (Lauresham) geschonken. De Dorpskerk was in eerste instantie gewijd aan de heilige Ursula.
De Reformatie van de Vaassense kerk liet door verschillende omstandigheden lang op zich wachten. Pas in het jaar 1610 werd de eerste protestantse voorganger benoemd. Dit werd mede veroorzaakt doordat de heren van het Vaassense kasteel de Cannenburch rooms-katholiek bleven en bescherming boden aan de rondtrekkende geestelijken.

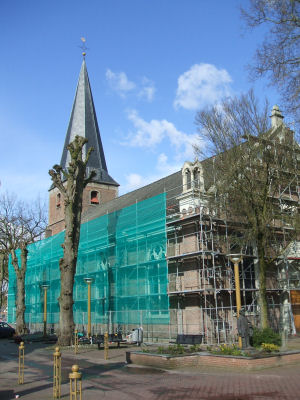
De dorpskerk van Vaassen in de steigers

## Restauratie

### Exterieur
De Dorpskerk is gedurende de jaren een aantal malen uitgebreid, maar vanwege de slechte staat van het schip werd dit in 1852 afgebroken en opnieuw gebouwd. Het exterieur van de kerk is sindsdien niet meer ingrijpend gewijzigd. Wel werd in 1934 nog een consistoriekamer bij de toren gebouwd en werd in 1978 de toren ingrijpend gerestaureerd.
In 2007 werd het dak gerestaureerd. De dakconstructie werd zodanig aangepast dat er geen zijdelingse druk meer op de muren kan worden uitgeoefend. Daarvoor werden extra trekstangen in de kerk aangebracht en werden andere dakpannen op het dak gelegd. Daarnaast werden de voegen van het metselwerk, het schilderwerk, het stucwerk en de afvoer van regen aangepast.

### Interieur
Het interieur werd in 1962 ingrijpend gewijzigd omdat de staat van het interieur slecht was en de kerk, door de nog in de kerk aanwezige grafkelders, erg stonk. In 2013 werd het interieur opnieuw gerestaureerd.

## Orgel

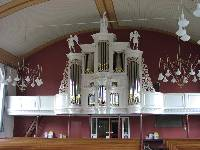
Het front van het kerkorgel van Vaassen

Het orgel van de Dorpskerk stamt uit 1821. Het werd gebouwd door Jacobus Armbrost uit het Twentse Haaksbergen. In eerste instantie slechts gedeeltelijk, maar na enkele jaren was er voldoende geld bij elkaar om het orgel volledig op te leveren.
Na de nieuwbouw van het schip is het orgel verder uitgebreid met twee torens aan weerszijden en een aantal beelden boven op het orgel. Het oorspronkelijk mechanische orgel is een aantal malen ingrijpend gewijzigd:
- In 1925 werd het door de Utrechtse orgelbouwer Sanders pneumatisch gemaakt.
- In 1964 maakte de Apeldoornse orgelbouwer Bernard Koch het orgel elektropneumatisch.
- In 2002 werd door de Zeeuwse orgelbouwer René Nijsse feitelijk een nieuw mechanisch orgel in de oude orgelkas gebouwd, waarbij gebruik werd gemaakt van een deel van het oude pijpwerk.

## Luidklokken
De toren van de Dorpskerk bevat drie luidklokken. De oudste twee luidklokken stammen uit 1451 en 1501. De derde luidklok is in 2004 door de nabestaanden van de plaatselijke organist Heymen van 't Einde aan de kerk geschonken.